# Izoterma Hüttiga
Izoterma Hüttiga to prosta izoterma adsorpcji wielowarstwowej par cieczy (gaz poniżej punktu krytycznego) na powierzchni homogenicznej (powierzchnia energetycznie jednorodna):
{\displaystyle \theta _{Hutt}=(1+x){\frac {Kx}{1+Kx}}}
gdzie:
- x = p/ps – ciśnienie względne adsorbatu (p – ciśnienie, ps – ciśnienie pary nasyconej),
- θ – (statystyczne) pokrycie powierzchni, właściwie adsorpcja względna określająca jaka jest wielkość adsorpcji w porównaniu do adsorpcji w monowarstwie.
- K – stała równowagi adsorpcji związana z energią adsorpcji

Izoterma ta – w odróżnieniu od izotermy BET – jest obecnie b. rzadko stosowana, ale została wykorzystana przy konstrukcji innych izoterm adsorpcji (np. izotermy LGD) – okazało się, że większość izoterm doświadczalnych leży powyżej izotermy Hüttiga, a poniżej izotermy BET.